# Holotrichia ussuriensis
Holotrichia ussuriensis är en skalbaggsart som beskrevs av Medvedev 1951. Holotrichia ussuriensis ingår i släktet Holotrichia och familjen Melolonthidae. Inga underarter finns listade i Catalogue of Life.